# Писник, Тина
Тина Писник (словен. Tina Pisnik; род. 19 февраля 1981, Марибор) — словенская профессиональная теннисистка и теннисный тренер. Победительница трёх турниров WTA в одиночном и парном разрядах, член сборной Словении в Кубке Федерации и Олимпийских играх, в дальнейшем капитан сборной Словении в Кубке Федерации

## Биография
Тина Писник — дочь футбольного тренера Бориса Писника — начала играть в теннис в семь лет. По ходу юниорской карьеры Тина, выигравшая престижный молодёжный турнир Orange Bowl, достигла в 1997 году в рейтинге ITF третьего места в одиночном и шестого места в парном разряде. В этом же году Писник добилась первых существенных успехов и на взрослых турнирах, в июне и августе выиграв в паре с соотечественницей Тиной Хергольд два грунтовых турнира-«десятитысячника» тура ITF в Словении — сначала в Веленье, а затем в своём родном Мариборе. В Мариборе она также добралась до финала и в одиночном разряде.
В 1998 году Тина впервые сыграла за сборную Словении в Кубке Федерации, выиграв три из шести своих встреч (в том числе у другой юниорки — выступавшей за Грецию 15-летней Элени Данилиду). Но настоящий прорыв в её карьере состоялся только в 1999 году, когда за сезон она поднялась в рейтинге на 324 строчки, закончив его на 82-м месте. На турнирах WTA в Варшаве (после победы над 24-й ракеткой мира Генриетой Надьовой) и Ташкенте она дошла до полуфинала в одиночном разряде, а в конце года в паре с хорваткой Еленой Костанич завоевала в Куала-Лумпуре свой первый титул WTA, обыграв пары, посеянные под третьим и вторым номерами. В этом году она также добилась во втором круге Уимблдонского турнира, где выступала с Еленой Докич, победы над пятой парой мира — Еленой Лиховцевой и Ай Сугиямой — прежде чем проиграть посеянным тринадцатыми Монике Селеш и Мэри-Джо Фернандес.
В 2000 году Писник продолжала развивать свой успех. В мае она неожиданно выиграла Открытый чемпионат Хорватии в Боле — турнир WTA 3-й категории — после последовательных побед над пятью соперницами, стоявшими в рейтинге выше неё, в том числе в финале — над 17-й ракеткой мира Амели Моресмо. После этого она дошла в одиночном разряде до третьего круга на Уимблдоне, поднявшись в рейтинге до 62-го места. Получив право представлять Словению на Олимпиаде в Сиднее, она, однако, проиграла там в первом же круге таиландке Тамарин Танасугарн. В парах её лучшими результатами стали выходы в полуфинал в Боле и на турнире II категории в Лейпциге. В 2001 году в Боле она во второй раз вышла в финал в парном разряде, но на этот раз в паре с Надеждой Петровой уступила посеянной под третьим номером испанской паре. После этого, также с Петровой, она во второй раз дошла до третьего круга на Уимблдоне, переиграв десятую сеяную пару Рита Гранде-Александра Фусаи, но затем на их пути стали посеянные пятыми Кимберли По и Натали Тозья. Год Писник завершила выходом в полуфинал турнира в Люксембурге в одиночном разряде. Находясь в рейтинге на 83-м месте, она победила во втором круге 15-ю ракетку мира Сильвию Фарину-Элию.
Наиболее существенным достижением 2002 года для Писник стала победа над пятой ракеткой мира Ким Клейстерс в четвертьфинале турнира в Хертогенбосе, после которой она, однако, уступила занимавшей 14-е место в рейтинге Елене Дементьевой. На счету Писник в этом сезоне также был выигрыш у 11-й ракетки мира Сандрин Тестю. В Кубке Федерации она выиграла семь встреч из восьми, зафиксировав победы словенок над сборными Украины (дважды — сначала в I Европейско-африканской группе, а затем в плей-офф Мировой группы), Греции, Беларуси и союзной Югославии. Уже в январе она впервые вошла в число 50 сильнейших теннисисток мира и, несмотря на отсутствие финалов или удачных выступлений на турнирах Большого шлема, закончила год на 48-м месте.
| Положение в рейтинге в конце сезона | Положение в рейтинге в конце сезона | Положение в рейтинге в конце сезона |
| Год                                 | Одиночный разряд                    | Парный разряд                       |
| ----------------------------------- | ----------------------------------- | ----------------------------------- |
| 2005                                | 498                                 | 173                                 |
| 2004                                | 130                                 | -                                   |
| 2003                                | 31                                  | -                                   |
| 2002                                | 48                                  | 264                                 |
| 2001                                | 63                                  | 86                                  |
| 2000                                | 76                                  | 91                                  |
| 1999                                | 82                                  | 70                                  |
| 1998                                | 406                                 | 70                                  |
| 1997                                | 455                                 | 439                                 |

В 2003 году подъём Писник в рейтинге продолжался. Она победила 13-ю ракетку мира Патти Шнидер в феврале в Париже, затем, по пути в четвертьфинал Открытого чемпионата Италии — 15-ю ракетку мира Магдалену Малееву и, наконец, во втором круге Открытого чемпионата Франции — Елену Докич, занимавшую в рейтинге 11-е место. На Открытом чемпионате США она, как и во Франции, дошла до третьего круга, а на Открытом чемпионате Цюриха — турнире WTA высшего разряда — выиграла пять встреч подряд по пути в четвертьфинал, в том числе у Ай Сугиямы, на тот момент также одиннадцатой в мире, и проиграла лишь возглавлявшей рейтинг Клейстерс. В Кубке Федерации Писник помогла команде Словении удержаться в Мировой группе, победив в матче со сборной Аргентины Марию-Эмилию Салерни. Год она завершила на 31-м месте в рейтинге и уже в январе 2004 года достигла высшей в карьере 29-й позиции.
2004 год, однако, сложился для Писник неудачно с самого начала, что в дальнейшем усугубили две полученные с разрывом в полгода травмы. До июня ей ни разу не удавалось одержать больше одной победы ни в одном турнире, а в большинстве она выбывала из борьбы сразу. После выхода в четвертьфинал на турнире в Истборне (ставшего возможным в результате побед над Докич и Франческой Скьявоне) снова началась череда ранних поражений, тянувшаяся до конца сезона, который словенская теннисистка уже закончила за пределами первой сотни рейтинга. Писник проиграла в первом круге и на Открытом чемпионате Австралии (вышедшей из квалификации 206-й ракетке мира Юлиане Федак), и на Олимпиаде (звезде парного тенниса Каре Блэк, в одиночном разряде, однако, занимавшей лишь 116-е место). Не сумела она и поддержать национальную сборную в матче плей-офф против команды Индонезии, уступив в обеих своих встречах с Винной Пракусей и Анджелик Виджайя. В течение сезона она несколько раз отказывалась от участия в турнирах или сдавала матчи из-за растяжения мышц бедра и шеи. В итоге в начале 2005 года Писник, в предыдущие сезоны забросившая выступления в парах, попыталась реабилитироваться хотя бы в них, и выиграла два турнира подряд — сначала крупный турнир ITF в Ортизеи (Италия) с Барборой Стрыцовой, а затем турнир WTA в Боготе со швейцаркой Эммануэль Гальярди. Однако дальше этого её восстановление не пошло, и в июле 2005 года она завершила профессиональную игровую карьеру.
После окончания активной карьеры теннис остаётся для Тины Писник хобби. Она также сотрудничает с тренером сборной Словении Маей Матевжич, участвуя в подготовке молодых теннисисток. Короткое время она также тренировала польскую теннисистку Сандру Заневскую. В начале 2013 года Писник была избрана новым капитаном сборной Словении, сменив на этом посту Матевжич.

## Участие в финалах турниров WTA за карьеру (4)
| Легенда           |
| ----------------- |
| Большой шлем (0)  |
| Чемпионат WTA (0) |
| I категория (0)   |
| II категория (0)  |
| III категория (4) |
| IV категория (0)  |
| V категория (0)   |

### Одиночный разряд (1)
Победа (1)
| Дата       | Турнир                           | Покрытие | Соперница в финале | Счёт в финале |
| ---------- | -------------------------------- | -------- | ------------------ | ------------- |
| 1 мая 2000 | Открытый чемпионат Хорватии, Бол | Грунт    | Амели Моресмо      | 7-64, 7-62    |

### Парный разряд (3)

#### Победы (2)
| №  | Дата        | Турнир                 | Покрытие | Партнёр            | Соперницы в финале                   | Счёт в финале |
| -- | ----------- | ---------------------- | -------- | ------------------ | ------------------------------------ | ------------- |
| 1. | 8 ноя 1999  | Куала-Лумпур, Малайзия | Хард     | Елена Костанич     | Юка Ёсида Рика Хираки                | 3-6, 6-2, 6-4 |
| 2. | 14 фев 2005 | Богота, Колумбия       | Грунт    | Эммануэль Гальярди | Любомира Курхайцова Барбора Стрыцова | 6-4, 6-3      |

#### Поражение (1)
| Дата       | Турнир                           | Покрытие | Партнёр         | Соперницы в финале                                 | Счёт в финале |
| ---------- | -------------------------------- | -------- | --------------- | -------------------------------------------------- | ------------- |
| 1 мая 2001 | Открытый чемпионат Хорватии, Бол | Грунт    | Надежда Петрова | Мария Хосе Мартинес-Санчес Анабель Медина Гарригес | 5-7, 4-6      |